# 浔阳郡
浔阳郡，中国唐朝时设置的郡。
天宝元年（742年）改江州置，治所在浔阳县（今江西省九江市）。下辖浔阳县（今江西省九江市浔阳区）、彭泽县（今江西省彭泽县瀼溪镇和团村）、都昌县（今江西省都昌县蔡岭镇洞门口村）三县。至德二载（757年），分彭泽县、鄱阳郡鄱阳县、宣城郡秋浦县置至德县（今江西省东至县尧渡镇梅城）。辖境相当今江西省德安、都昌二县以北地区，乾元元年（758年）复为江州。 
唐朝浔阳郡太守
- 李寀（750年）